# Mr. Saturday Knight
Mr. Saturday Knight (titulado Mr. Caballero del sábado en España y El caballero de Quahog en Hispanoamérica) es el noveno episodio de la tercera temporada de la serie Padre de familia emitido el 5 de septiembre de 2001 a través de FOX. 
El episodio está escrito por Steve Callaghan y dirigido por Michael Dante DiMartino. Como artistas invitados, prestan sus voces: Will Ferrell, R. Lee Ermey, Adam Carolla y Jimmy Kimmel.

## Argumento
Después de que Peter acuda al colegio de Chris en el día del trabajador para explicar su faena en la fábrica juguetera a los alumnos de la clase, empieza a pensar que su vida laboral ha quedado en punto muerto. Lois le sugiere entonces que sea más valiente con su jefe, el Sr Weed, y le invita a cenar para hablar de lo mucho que puede dar a la empresa. La velada empieza a ir bien hasta que el Sr. Weed declara que piensa ascender a su empleado a director gerente para sorpresa de Brian, que acaba atragantándose por la sorpresa con un trozo de pan. Finalmente, Peter consigue que escupa el bollo mediante la maniobra Heimlich, sin embargo, el trozo va a parar a la tráquea de Weed y fallece por asfixia. En el funeral, Peter trata de convencer a sus compañeros de que el Sr. Weed le ascendió instantes antes de su muerte, sin embargo la empresa es destruida para la construcción de un hospital para enfermos terminales como última voluntad en su testamento para decepción de Peter.
Ya en el paro, el patriarca de la familia empieza a tener dificultades para encontrar trabajo estable hasta que la desesperación por poder mantener a la familia le lleva al extremo de ejercer la prostitución. Lois le recuerda a su marido el sueño que tenía antes de casarse con ella y del que tuvo que olvidarse para mantener a la familia. Peter recuerda entonces que deseaba trabajar en una feria medieval tras conocer al caballero negro y el cual le llevó por el camino recto. Alentado por Lois, Peter decide hacer realidad su sueño y vuelve a reencontrarse con quien antes fue su héroe, sin embargo la situación empieza a tensarse cuando la novia de este empieza a sentirse atraída por Peter hasta tal punto de intentar filtrear con él. Tras enterarse, el caballero negro empieza a acosarle hasta que decide irse de la feria a pesar de los intentos de la familia por convencerle de que no se borre.
A pesar de la reciente enemistad con el caballero negro, Peter acude con su familia a la feria donde está teniendo lugar un duelo de justas en el que el susodicho personaje derrota a sus contrincantes sin problemas, entre ellos, Mort Goldman, compañero de Peter en la feria y que termina huyendo antes de que los caballos se hayan cruzado. No obstante, el caballero vuelve a desafiar a Peter, el cual decide hacerle caso además de aguantar la humillación de ver como le llama cobarde ante su familia, por lo que decide hacerle frente a lomos de un caballo para sorpresa de todos. Tras un momento de tenso silencio, Peter acaba derrotándole gracias a una distracción cuando desde megafonía se avisa al público de que una grúa (conducido por Goldman) se está llevando un Hyundai amarillo (coche del caballero negro). A continuación, Lois y sus hijos felicitan a Peter por su valentía mostrada. Al salir de la feria, el instructor le pregunta sobre si querrá ir de gira, petición que Peter rechaza al decir que su lugar está con la familia por lo que Peter vuelve a quedarse sin trabajo hasta el episodio siguiente.